# Pardinas

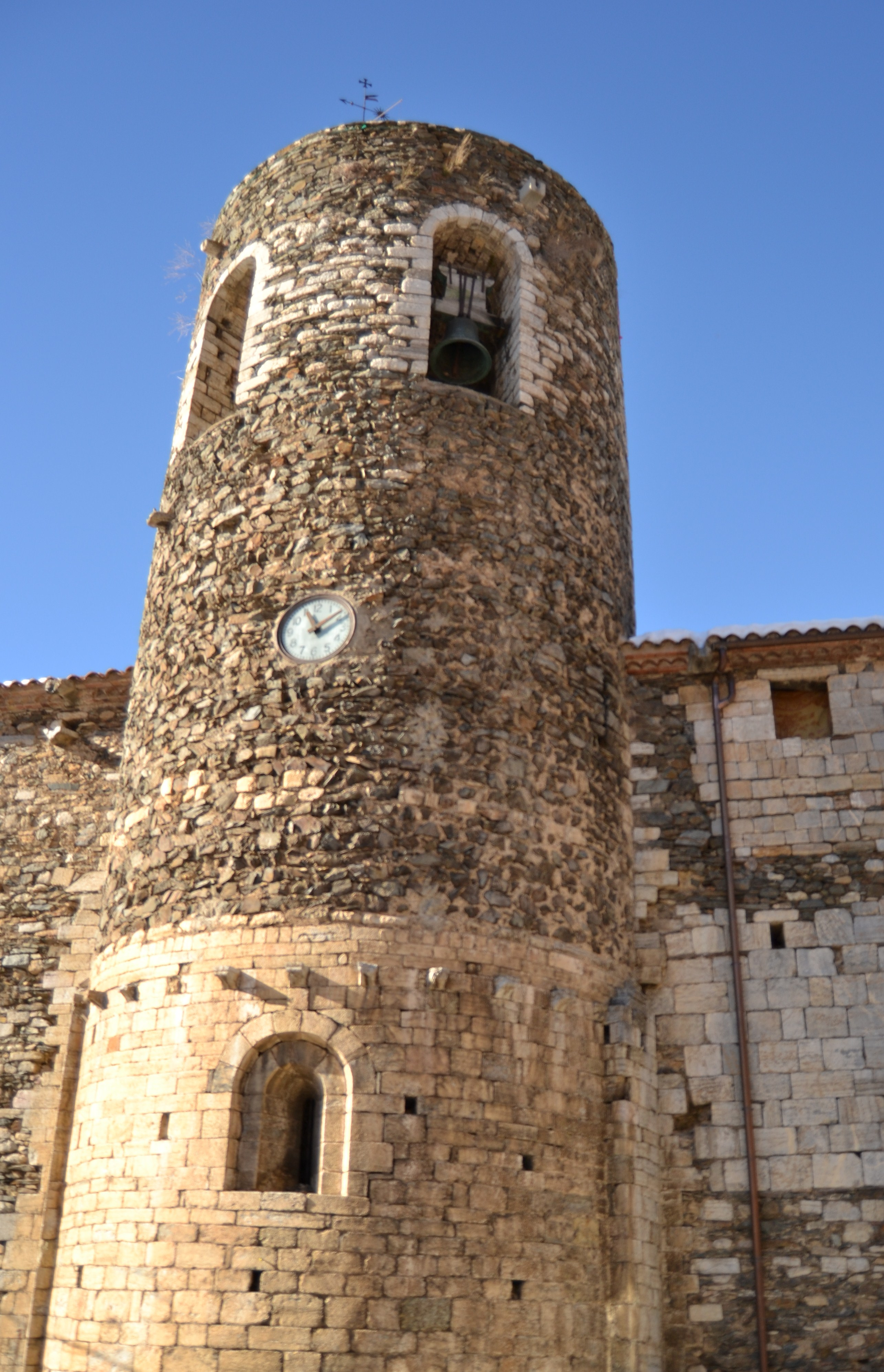
San Esteban

Pardinas, oficialmente y en catalán Pardines, es un municipio español de la comarca del Ripollés, situado al este de Ribas de Freser, en Gerona. 

## Municipio

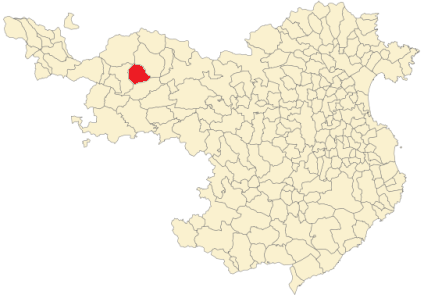
Situación de Pardines en la provincia de Gerona

El término municipal tiene una extensión de 31 km² y el pueblo está a 1.226 m de altitud. El punto más alto del municipio está al Puig Cerverís, de 2.202 m de altura. Turo de 
Los límites del término municipal son en el norte con Queralbs y Vilallonga de Ter, al este con Ogassa, al sur con Ogassa y al oeste con Ribas de Freser y Queralbs.

## Historia
El nombre de Pardines tiene sus orígenes, según los etimologistas, en el nombre parietinas, que quiere decir -ruinas de un edificio-. Ya es documentado el año 839, en el acta de consagración de la Seo de Urgel. Fue posesión de los vizcondes de Cerdaña, de los señores de Sales, del monasterio de San Martín de Canigó y de los condes de Barcelona.

## Demografía
El municipio tiene una superficie de 31.42 km2. En 2022 tenía una población de 165 habitantes y una densidad de 5.25 hab/km2.
Los datos de la pirámide de población de 2022 se pueden resumir así:
- La población menor de 20 años es el 16,97 % del total.
- La comprendida entre 20-40 años es el 21,21 %.
- La comprendida entre 40-60 años es el 30,3 %.
- La mayor de 60 años es el 31,52 %.

| Gráfica de evolución demográfica de Pardines entre 1842(1) y 2021 |
| |
| (1) En estos censos se denominaba Pardiñas Entre el censo de 1857 y el anterior, crece el término del municipio porque incorpora a 175080 (Orri) (2) En estos censos se denominaba Pardinas Población de derecho según los censos de población del INE Población de hecho según los censos de población del INE. |

| Gráfica de evolución demográfica de Pardines entre 1998 y 2022 |
|                                                                |
| Población a 1 de enero según el padrón municipal del INE.      |

## Lugares de interés
- Iglesia de Santa Josefa
- Iglesia de San Esteban
- La Capilla del Rosario
- Iglesia de Santa Magdalena